# یژژتسه کوشچیلنه
یژژتسه کوشچیلنه (به لاتین: Jezierzyce Kościelne) یک روستا در لهستان است که در گمینا وووشاکوویتسه واقع شده‌است. یژژتسه کوشچیلنه ۴۸۰ نفر جمعیت دارد.